# Conflicte lingüístic valencià: substitució lingüística i ideologies diglòssiques
Conflicte lingüístic valencià: substitució lingüística i ideologies diglòssiques és un assaig del sociolingüista valencià Rafael Lluís Ninyoles publicat el 1969 per l'editorial Tres i Quatre. El terme analitza i introdueix el concepte de conflicte lingüístic valencià.
En el llibre, l'autor intenta analitzar els mecanismes que van dur al català-valencià a la devaluació i a la marginació a favor del castellà al País Valencià. Segons Ninyoles, el procés es va desenvolupar en tres etapes: una primera fase de difusió que segueix una «direcció horitzontal i selectiva» comença al segle xvi, durant el virregnat de Germana de Foix de la Corona d'Aragó, i s'accentua després de la derrota de les Germanies el 1523, quan l'aristocràcia valenciana va adoptar el castellà com a marca de distinció prestigiosa. En la segona fase de difusió «espontània descendent», al segle xix, el castellà es difon a tota la classe governant i buròcrata. Finalment, l'última fase de difusió «coactiva» fruit de la «política d'assimilació» realitzada especialment durant la segona meitat del segle xx, es caracteritza per un bilingüisme generalitzat de tots els catalanoparlants i el començament d'un procés de substitució. En el seu assaig, Ninyoles també posa en relleu l'existència d'«ideologies diglòssiques», la «ficció» o el «mite» del bilingüisme, representació molt generalitzada a la població que confon la situació de les comarques interiors del País, que parlen un castellà autòcton, prop de l'aragonès, establert durant el procés de colonització que va seguir la conquesta de València al segle xiii, i les regions de parla catalana, on la implantació del castellà seria el resultat d'un model importat des de la cort de Castella, que tindrien l'efecte d'emmascarar el procés d'assimilació en marxa, com ho farien les discussions o controvèrsies relacionades amb el nom de la llengua («català» o «valencià»), els seus orígens o les seues relacions amb les altres varietats del català.
El text és considerat com un dels fundadors de la sociolingüística catalana. Ninyoles va introduir per primera vegada el concepte de diglòssia aplicant-ho a les llengües vernacles d'Europa. Va influir particularment l'escola sociolingüística occitana, que va fer un extens ús de posicions metodològiques veïnes, i va definir el concepte de normalització lingüística